# Суперограбление в Милане
«Суперограбление в Милане» (итал. Super rapina a Milano) — итальянская кинокомедия режиссёров Адриано Челентано и Пьеро Виварелли.

## Сюжет
В Милане ограблен национальный банк. Похищена сумма более миллиарда итальянских лир. Это преступление совершено бандой, во главе которой стоит некий Серджио. Спасаясь от полиции, хитроумный главарь и его соучастники улетели на вертолёте, который стоял на крыше банка. Приземлившись на окраине города, они бросили вертолёт, переоделись монахами и скрылись в покинутом монастыре. Серджио планировал незаметно пробыть там около шести месяцев, «пока всё уладится». Но полиция напала на след, монастырь оказался не особенно заброшенным, а соучастники — не обладающими выдержкой и способностью соблюдать конспирацию…

## В ролях
- Адриано Челентано — Серджио
- Клаудия Мори — Ванда
- Данте Позани — Билл, соучастник
- Дон Баки — Дон, соучастник
- Детто Мариано — Атос, соучастник
- Джино Сантерколе — Джино, соучастник
- Мики Дель Прете — Микки, соучастник
- Андреа Кекки — Мараскалко, комиссар полиции
- Иван Рассимов — безымянный соучастник Серджио (в титрах указан как Иван Рассимович)
- Витторио Сальветти — Сандро Каллани, следователь

## Технические данные
- Чёрно-белый, звуковой
- Премьера: 17 декабря 1964 года (Италия)

## Интересные факты
- Сумма похищенного эквивалентна примерно 14,5 миллионам советских рублей (при официальной котировке Государственного банка СССР 1961 года в 1 рубль 45 копеек за 100 итальянских лир[1]).
- Лёгкий вертолёт модели Bell 47, на котором шестеро соучастников с награбленным скрываются с места преступления, в любой модификации способен поднять груз массой не более 268 кг (включая пилота и пассажиров).